# 이스트소프트
이스트소프트(ESTsoft)는 대한민국의 IT기업이다.

## 역사
1993년 10월 2일 소프트웨어 회사로 창립되었다.
창업주 김장중은 1993년 21세기 워드프로세서라는 무료 워드프로세서를 하이텔 PDS자료실에 업로드하면서 소프트웨어 업계에 뛰어 들었다.
21세기 워드프로세서는 아래아 한글보다도 먼저 벡터 글꼴을 지원하기 시작하여(이외의 부분은 한글 1.5와 같다) 주목을 받았다. 이후 소규모 기업용 프로그램들을 제작하다 1998년 알집을 필두로 하는 '알' 제품군으로 성공을 거두었다.
2016년 창업주 김장중 대표가 경영일선에서 물러나면서 1999년 이스트소프트에 입사해 알툴즈 사업본부장, 줌인터넷 부사장을 역임한 정상원을 신임 대표이사로 선임했다.
정 대표는 취임 후 ‘비전 2025’를 발표하면서 이스트소프트의 새로운 미래로 ‘인공지능(AI)’을 선포했다.
현재 AI 휴먼, 가상피팅 솔루션 등 다양한 AI 서비스를 제공하고 있다.

## 사업 분야

### AI 사업 (AI 휴먼)
2016년부터 시작한 사업으로 이스트소프트의 AI 사업은 AI 휴먼 사업으로 대표되는데, 이스트소프트의 AI 휴먼 기술은 엔터테인먼트 분야에서 많은 주목을 받고 있는 CG느낌(VFX, 시각특수효과 기술)의 가상인간과는 달리 실사 데이터를 학습해 만드는 Photo-Realistic(포토-리얼리스틱) 방식을 사용하기 때문에, 실제 사람의 외모와 목소리 등 차이가 없이 자연스러운 표정과 매끄러운 립싱크로율로 컨텐츠 내의 주목도 및 정보전달 효과가 매우 높다는 장점을 가지고 있다.

이스트소프트의 AI 휴먼은
1. 실제 인물을 딥러닝하여 그대로 재현하는 'AI 클론(AI Clone)'과
2. 우리 기업이 원하는, 현실에 없는 가상의 외모와 정체성을 가진 'AI 페르소나(AI Persona)'로 구분하여 제작 가능하다.
| 제작 방식   | 특징 |
| ----------- | --- |
| AI 클론     | 공인, 유명인을 비롯해 실제 인물의 외모와 정체성을 유지하여 신뢰감과 친근감을 확보하여 다양하게 활용 가능 |
| AI 페르소나 | 기업이 설정한 목적과 컨셉에 맞는 새로운 페르소나를 제작하여 아이돌, 아나운서, 강사 등 무한하게 활용 가능 |

이스트소프트 AI 휴먼 사례 보관됨 2023-04-12 - 웨이백 머신
2022년 12월 이스트소프트는 사옥 내 8K까지 구현해 내는 세계 최고 수준의 AI 휴먼 전용 스튜디오를 구축하면서 고품질의 정제된 데이터로 교육, 뉴스, 헬스케어 등 다양한 산업군에서 더 자연스럽고 더 선명한 AI 휴먼 컨텐츠를 선보이고 있다.
이 외에도 이스트소프트는 AI 휴먼의 정면 · 측면 등 다각적인 모습 구현을 위해 고도화한 자사의 이미지 제너레이터 AI 기술을 활용하여 2023년 2월 글로벌 최대 스톡 콘텐츠 전문기업 게티이미지코리아와 ‘프리다 칼로 AI 사진전’을 개최했으며, AI 휴먼과 ChatGPT 연동 구현을 최초로 시연해냈다.

### 소프트웨어
이스트소프트를 대표하는 소프트웨어 제품으로는 알시리즈로 유명한 ‘알툴즈’가 있다.
알툴즈는 알집, 알PDF, 알캡처 등 10가지 PC용 제품과 알집, 알송, 알약 3가지 모바일용 제품으로 구성되어 있다. 다양한 프로그램과 누구나 쉽게 사용할 수 있다는 장점 때문에 전국적으로 약 3천만명이 사용한다. 개인 고객은 알툴즈를 무료로 다운 받아 사용 할 수 있으며, 기업 및 공공/교육기관에서는 해당 라이선스를 구매해 사용해야한다.

### 테크핀
이스트소프트의 계열사인 줌인터넷(주)은 테크핀 플랫폼 기업으로써 줌닷컴 내 ‘ZUM 투자’ 페이지를 운영하고 있다.
해당 페이지에서는 국내ㆍ해외증시 맵, 전문가 인사이트, 실시간 테마 뉴스, 증권사 리포트 요약, 종목 토론방, 투자 캘린더, 종목별 시세 정보 등을 제공하고 있으며 2023년 3월에는 다양한 카테고리의 투자 정보를 한 곳에서 쉽게 얻고 싶어 하는 고객들의 니즈를 반영한 올인원 투자정보 플랫폼 '인베스팅뷰'를 출시했다.
줌인터넷(주) 외에도 딥러닝을 활용한 트레이딩 알고리즘 연구 기반의 인공지능 퀀트 전문 자산운용사 엑스포넨셜이 있다.

### 커머스
이스트소프트의 자회사 라운즈는 가상피팅 안경 쇼핑몰 ‘라운즈(ROUNZ)’를 운영하고 있다.
라운즈는 언제 어디서나 어떤 스타일이든 ‘원하는 안경을 제약없이 마음껏 써볼 수 있는’ 실시간 가상피팅 아이웨어 커머스로, 사고 싶은 안경이 있으면 라운즈 앱에 들어가서 안경을 선택한 후 가상피팅 버튼을 터치하면 된다. 그러면 이스트소프트에서 개발한 증강현실(AR) 기술을 통해 안경이 내 얼굴에 잘 어울리는지 바로 확인 할 수 있으며, 내 얼굴에 맞는 다양한 안경들도 추천 받을 수 있다.
국내 법 규정상 도수 있는 렌즈는 반드시 안경원에서 구매해야 하는데, 라운즈는 온라인 커머스 기업이지만 기존 안경원들과 동반 성장을 사업 기조로 잡고 아이웨어 전용 O2O 옴니채널 구축이라는 진화된 비즈니스 모델을 추구하고 있다. 그 결과, 라운즈와 파트너십을 맺은 안경원은 전국에 약 600개 매장(2022년 기준)으로 라운즈를 통해 마음에 드는 안경을 구매했다면 집 근처 파트너 안경원에서 도수렌즈도 불편함 없이 구매할 수 있다. 집근처 파트너 안경원은 라운즈앱에서 확인 가능하다.

### 보안
이스트소프트의 주요 자회사인 (주)이스트시큐리티는 국내 대표 백신인 ‘알약’의 보안 기술력과 노하우를 바탕으로 알려지지 않은 위협 의심 행위를 사전 차단하는 ‘알약 EDR’, 딥러닝 기반 악성코드 위협 대응 솔루션인 ‘쓰렛인사이드(Threat Inside)’의 유기적 연동을 통해 통합 보안 환경을 제공하는 종합 보안 솔루션 업체다.
2007년 알약을 시작으로 엔드포인트 보안 전문기업이 되기 위해 이스트소프트에서 분사 후 대규모 R&D를 진행하였고, 2022년 5월 150억 원 규모의 상장 전 투자 유치(Pre IPO)에 성공했다.

### 게임
이스트게임즈는 카발 IP를 활용한 온라인/모바일 게임을 비롯해 SNS장르 모바일 게임 '고양이 다방'과 '고양이 다방2: 포레스트'를 서비스 하고 있다.
카발 온라인은 2005년에 출시되어 해외 60여개국에서 누적 3,100만 명이 사용하고 있는 글로벌 MMORPG이다. 이 외에도 2015년 SNG(소셜네트워크게임)인 고양이 다방을 출시했으며 2023년 3월 FULL 3D 기반의 고양이다방2:포레스트를 론칭해 서비스를 제공하고 있다.

## 서비스 목록

### AI Studio Perso
‘AI 스튜디오 페르소’는 텍스트 입력과 영상 편집만으로 고품질의 AI 휴먼이 등장하는 이스트소프트의 영상 제작 서비스다.
AI 스튜디오 페르소의 강점은 타사 대비 자연스러운 움직임을 가진 AI 휴먼에 있다. 특히, 입력한 텍스트를 발화할 때 매우 높은 립 싱크로율을 보이며 상반신 움직임 역시 매끄럽게 표현해낸다.
해당 서비스에는 실제 인물을 복제하거나, 세상에 존재하지 않는 새로운 인물을 만들어 AI 휴먼을 탑재할 수 있는 옵션도 제공되는데 여기에는 이스트소프트의 자체 개발한 'AI 클론'과 'AI 페르소나' 기술이 활용된다.
AI 스튜디오 페르소에 탑재된 AI 휴먼은 다양한 연출이 가능한데, 사용자는 발화모드를 통해 손쉽게 AI 휴먼의 목소리 톤과 동작에 변화를 줄 수 있다. 이뿐만 아니라 AI 휴먼 선택부터, 영상을 꾸미고 텍스트를 입력하는 등 영상 제작의 전 과정이 손쉽게 이루어지도록 모든 기능을 직관적으로 구성하여 사용자는 별도의 설명 없이 서비스의 모든 기능을 이해하고 활용할 수 있다.

### 알툴즈

#### 개인용 제품
- 알집
- 알씨
- 알PDF
- 알캡처
- 알송
- 알약
- 알드라이브
- 랜섬쉴드 PC
- 페인트샵 프로 for 알툴즈 - 코렐의 페인트샵 프로를 한글화하여 판매중인 제품이다.[2]

#### 기업용 제품
- 알집
- 알씨
- 페인트샵 프로 for 알툴즈 - 코렐의 페인트샵 프로를 한글화하여 판매중인 제품이다.[2]
- 알드라이브
- 알PDF
- 랜섬쉴드 PC
- 알약
- 알툴즈 통합보안팩

## 이슈 사항

### 개인정보 유출
2017년 9월, 알툴즈 사이트 이용자 아이디와 비밀번호 13만 3,800건과 알툴즈 프로그램 중 알패스에 등록된 웹사이트 명단, 아이디, 비밀번호를 빌미로 해커가 회사 측에 금전을 요구하는 사건이 발생하였다. 이로 인해 알툴바에 있던 알패스 기능이 서비스가 종료되었다.

### 2021년 3월 23일 PUP 강제 설치 문제
알툴즈 제품 설치할 때 다른설치옵션 체크해제되었음에도 알딜 강제 설치되는 문제가 발생했다. 알딜은 윈도우 부팅할 때마다 팝업광고 띄우게 된다.
또한 이스트소프트측 적법한 조치였으며 문제가 없다고 답변한 상태이라 문제가 많은 사건이였다.

## 같이 보기
- 알툴즈
- 줌인터넷